# 風来坊探偵 赤い谷の惨劇
『風来坊探偵 赤い谷の惨劇』（ふうらいぼうたんてい あかいたにのさんげき、Wandering Detective: Tragedy in Red Valley ）は、1961年の日本映画。主演：千葉真一、監督：深作欣二、製作：ニュー東映、モノクロ・東映スコープ、62分。『風来坊探偵シリーズ』の第一作である。

## 概要
墜落事故に隠されていた陰謀を風来坊探偵が縦横に駆け巡り、謎を解き明かしていくアクション・サスペンス・ミステリ映画。千葉真一が映画初主演で深作欣二が監督デビューとなる本作は、彼らが初めてコンビを組み、後にヒットを連発していく第一弾となった。曽根晴美と“拳銃コンビ”で売り出された千葉は、東映から常にアクションスターであることを、これ以降も求められていくこととなる。

## ストーリー
香山美佐子の兄と新日本開発の社長・南雲の乗ったセスナ機が信州の赤岩岳に墜落し、彼らは死亡。優秀なパイロットである兄の死が信じられない美佐子は赤岩岳山麓の村へ着き、上田牧場の娘・ちか子に教えてもらい、墜落現場へ向かう。セスナ機の残骸は残されたままだったが、美佐子は場違いなマニキュアの小瓶をみつけたことから、この事故に違和感を抱く。すると彼女をそれまで尾けていたヨダレの政と2人のヤクザが、突然襲いかかってきて拉致しようとした。そこに颯爽とハンター姿の男が登場。政たちを叩きのめし、危うい彼女を救い、小瓶をチェックし立ち去っていく。この男は風来坊探偵の異名を持つ、西園寺五郎。五郎は新日本開発から依頼を受け、捜査していたのだ。この付近一帯が観光事業の利権が絡んでいることを突き止めた五郎に、上田牧場を地上げし赤岩岳周辺にスキー場やゴルフ場を造り独占しようと企む北東観光のボス・鬼頭とその配下である用心棒・サウスポーの源とヨダレの政らヤクザたちが立ちふさがり、正体不明の拳銃使い・スペードの鉄も関わってくるが、五郎は真相を暴いていく。

## キャスト
※クレジットタイトル順。
- 千葉真一 - 西園寺五郎

- 曽根晴美 - スペードの鉄
- 北原しげみ - 香山美佐子
- 小林裕子 - 上田ちか子
- 故里やよい - 踏絵
- 宇佐美淳也 - 上田清太郎
- 安藤三男 - サウスポーの源
- 小嶋一郎 - 香山文雄
- 須藤健 - 鬼頭大作（北東観光のボス）
- 関山耕司 - ヨダレの政
- 相馬剛三 - 男A
- 多麻井敏 - 男B
- 沢田実 - 男C
- 久地明 - ガメチ
- 伊達弘 - 男D
- 星徹 ： 男E
- 中西一夫 - 上田牧場の子供A
- 梅沢直行 - 上田牧場の子供B
- 竹内満 - 上田牧場の子供C
- 小園江五 - 上田牧場の子供D
- 岡田由紀子 - 上田牧場の子供E

## スタッフ
※クレジットタイトル順。
- 監督 - 深作欣二

- 企画 - 佐藤正道
- 脚本 - 松原佳成・神波史男
- 撮影 - 飯村雅彦
- 録音 - 内田陽造
- 照明 - 原田政重
- 美術 - 北川弘
- 音楽 - 池田正義
- 編集 - 鈴木寛
- 助監督 - 小西通雄
- 進行主任 - 白浜汎城

## 製作
降雪した浅間山にセスナ機を置いてオープンセットを立て、セスナ機の衝突では特撮を使用するなど、ふんだんに予算が使われている。雪渓での格闘やダイナマイトに吹き飛ばされ、乗馬しながら攻防など、吹き替え無しで演じる千葉真一の勇姿を迫真のカメラロケで迫っている。時代は公開年に設定しているものの、牧場・高原が舞台であることから、西部劇を彷彿させるような出で立ちで現れる登場人物がおり、千葉演ずる主人公がウィンチェスターM1892を駆使し、敵と戦い、クライマックスの銃撃戦・爆破も西部劇的な展開となっている。
雪山でのロケでは撮影中に雪が降ってきてしまい、出演者・スタッフは景色が繋がらないので撮り直しになると、気分が沈んでしまうところを深作欣二は、合羽をそりにして雪上を滑りだし、みんなで誰が一番飛べるかと競争が始まった。千葉真一はとにかく出演者・スタッフを乗せようとする深作の手法を、驚きと同時に全然偉ぶらない姿勢に感心している。室田日出男もキャスティングされていたが、クランクインの前夜に酔って暴れ、ホテルのガラスを叩き割ったので、深作欣二は室田を降板させた。
小山内美江子は深作欣二から本作を観てほしいと誘われ、その感想は「うまい。本当にうまかった」と後年、述懐している。